# Gustave García
Gustave García (Milán, Italia, 1 de febrero de 1837 - 12 de junio de 1925) fue un barítono cantante de ópera y profesor de canto italiano.

## Biografía
Gustave García nació el 1 de febrero de 1837 en Milán (Italia), hijo de  Manuel Patricio Rodríguez García y la soprano Eugénie Mayer. Hizo su debut en 1860 en el teatro de Su Majestad en Londres con Don Giovanni. Después desempeñó el mismo papel en su ciudad natal. La segunda parte de su carrera comenzó en 1880 con su nombramiento como profesor de canto de la Royal Academy of Music, donde trabajó durante diez años. También impartió clases en la Guildhall School of Music desde 1883 hasta 1910 y desde 1884 en el Royal College of Music hasta que enfermó. Fue padre del también barítono Alberto García. Falleció el 12 de junio de 1925.